# Villa Crespo y San Andrés
Villa Crespo y San Andrés és una localitat de l'Uruguai ubicada al sud del departament de Canelones. Es troba sobre el km 22 de l'encreuament entre les rutes 6 i 33. Limita a l'est amb Toledo, amb el qual formen una urbanització d'uns 13.800 habitants. Tots dos poblats pertanyen a l'àrea metropolitana de Montevideo.

## Població
Segons les dades del cens de l'any 2004, Villa Crespo y San Andrés tenia 8.756 habitants.
| Any  | Població |
| ---- | -------- |
| 1975 | 4.786    |
| 1985 | 6.492    |
| 1996 | 8.107    |
| 2004 | 8.756    |
| 2011 | 9.813    |

Font: Institut Nacional d'Estadística de l'Uruguai